# Gouvernement Gaston Eyskens I
Royaume de Belgique
Spaak IV Duvieusart
Le gouvernement Gaston Eyskens I est le gouvernement belge du 11 août 1949 au 6 juin 1950. Il est composé de libéraux et de sociaux-chrétiens et compte 17 ministres. Il succède au gouvernement Spaak IV, coalition du Parti socialiste belge (PSB) et du Parti social-chrétien unitaire (PSC), qui s’acheva le 27 juin 1949.

## Résultat des élections
Les élections eurent lieu le 26 juin 1949, jour où les femmes purent prendre part au vote législatif pour la première fois en Belgique ; ce droit leur avait été accordé en 1948. Le PSC emporta la majorité absolue au Sénat. À la Chambre, le Parti social-chrétien obtint 43,5 % des voix, ce qui lui valut 105 sièges, juste en dessous de la majorité. Le Parti socialiste belge obtint 29,7 % et 66 sièges, ce qui représentait une perte par rapport à la législature précédente. Le Parti communiste de Belgique fut le plus grand perdant avec 7,5 % et 12 sièges. Quant au Parti libéral, il frappa un grand coup en acquérant 15,2 % des voix, ce qui lui valut 29 sièges à la Chambre, soit une augmentation de 12 sièges par rapport aux élections de 1946.

## Formation du gouvernement Eyskens I
Le 28 juin 1949, le prince régent Charles confia à Paul Van Zeeland la tâche de former un gouvernement. Le 5 juillet de la même année, après d’infructueuses négociations avec les partis socialiste et libéral, le prince Charles déchargea Paul Van Zeeland de sa mission. Le 6 juillet, il nomma le président de la Chambre, Frans Van Cauwelaert, informateur. Celui-ci présenta sa démission le 22 juillet après de vaines discussions avec les partis socialiste et libéral au sujet de la question royale. Le lendemain, 23 juillet, Gaston Eyskens fut convoqué au palais royal de Bruxelles et reçu à son tour le rôle d’informateur qu’il accepta après en avoir parlé à la direction du PSC. Après de longues discussions avec les représentants des partis socialiste et chrétien, Gaston Eyskens estima le 6 août qu’une alliance PSC-PSB était impossible à cause d’un désaccord persistant à propos du règlement de la question royale. Seule une coalition avec le Parti libéral restait donc envisageable. Gaston Eyskens et les représentants du Parti libéral commencèrent le 9 août la préparation de programme de gouvernance. Le 10 août, un accord fut trouvé sur la répartition des portefeuilles ministériels et Gaston Eyskens présenta la composition du gouvernement. Celui-ci était composé de neuf sociaux-chrétiens et de huit libéraux
Le 11 août 1949, les ministres prêtèrent serment devant le prince Charles.

## Composition
| Ministère                                                 | Nom                    | Parti           |
| --------------------------------------------------------- | ---------------------- | --------------- |
| Premier ministre                                          | Gaston Eyskens         | Social-chrétien |
| ministre des Affaires économiques et des Classes moyennes | Jean Duvieusart        | social-chrétien |
| ministre de l'Agriculture                                 | Maurice Orban          | social-chrétien |
| ministre des Colonies                                     | Pierre Wigny           | social-chrétien |
| ministre du Travail et de la Prévoyance sociale           | Oscar Behogne          | social-chrétien |
| ministre de la Défense nationale                          | Albert Devèze          | Libéral         |
| ministre des Affaires étrangères et du Commerce extérieur | Paul Van Zeeland       | social-chrétien |
| Ministre de la Justice                                    | Albert Lilar           | libéral         |
| Ministre des Finances                                     | Henri Liebaert         | libéral         |
| ministre de l'Intérieur                                   | Albert de Vleeschauwer | social-chrétien |
| ministre des Travaux publics                              | Auguste Buisseret      | libéral         |
| ministre des Communications                               | Paul-Willem Segers     | Social-chrétien |
| Ministre de l'Instruction Publique                        | Léon Mundeleer         | Libéral         |
| ministre de la Santé publique et de la Famille            | Adolphe Van Glabbeke   | libéral         |
| ministre de la Reconstruction                             | Jean Rey               | libéral         |
| membre du Conseil des ministres                           | Henry Carton de Wiart  | social-chrétien |
| membre du Conseil des ministres                           | Octave Dierckx         | libéral         |

## Déclaration gouvernementale
Le 16 août 1949, la lecture de la déclaration gouvernementale fut lue par Albert Devèze au Sénat et par le premier ministre du nouveau gouvernement, Gaston Eyskens, à la Chambre. Celle-ci a pour but d’énoncer les objectifs principaux de la législature qui débutait alors.
La première problématique abordée est celle de la question royale qui troublait alors le pays depuis la fin de la Seconde Guerre mondiale. La déclaration évoque déjà l’éventualité d’une consultation populaire. 
Le second aspect abordé est le plan économique ; une politique centrée sur la problématique du chômage est alors promise par le gouvernement qui s’engage à y consacrer tous les moyens dont il dispose.
Un équilibre est néanmoins recherché par la perspective d’une politique d’investissement visant à prolonger l’expansion de l’économie nationale, notamment via les investissements privés.
Le gouvernement annonce ensuite son intention de consolider l’équilibre budgétaire d’une part et de réduire les charges budgétaires d’autre part. À cette fin, il compte mettre certaines mesures en place, la première étant un projet de loi sur les impôts des revenus. À cela s'ajoutent des économies sur le plan administratif et une « révision fondamentale de la politique des subventions économiques ».
Au niveau agricole, l’objectif est d’intégrer l’agriculture belge, entre autres par le développement des techniques agricole et la recherche scientifique, dans l’union économique naissante entre les Pays-Bas, le grand-duché du Luxembourg et la Belgique.
Concernant l’enseignement, la déclaration gouvernementale reste fidèle aux législatures précédentes pour l’enseignement technique. Elle annonce également la poursuite de l’exécution loyale de la loi Vanderpoorten relative aux bâtiments scolaires.
Le gouvernement affirme aussi son intention de régler les problèmes politiques, démographiques, religieux et culturels qui agitent la Belgique, et ce, avec la collaboration du Parlement.
Sur le plan international, la volonté de la paix ainsi que l’indépendance, la prospérité et la sécurité de la Belgique restent les objectifs principaux, parallèlement avec le développement de la consultation et de la négociation avec les organes internationaux et plus particulièrement avec le « Benelux ».
La déclaration mentionne enfin l’importance de la qualité technique de l’armée avant de conclure par la volonté du gouvernement de relever le niveau de vie des « populations indigènes » au Congo.

## Dévaluation du franc belge
En 1949, la Belgique doit faire face à une montée du chômage. Début de l’année 1949, 200 000 chômeurs ont été indemnisés, soit le double qu’en septembre de l’année précédente. L’économie belge doit également garantir sa place au sein du commerce international. « Vu que ses partenaires commerciaux ne disposent pas suffisamment de devises pour payer les importations de leurs pays, la Belgique leur a crédité une importante aide dans le cadre du plan Marshall, soit 5 % de son PNB. ». Une non-dévaluation du franc belge aurait rendu nulle les bienfaits de cette aide et aurait engendré un accroissement du taux de chômage. Le ministre des Affaires économiques, Jean Duvieusart, reçoit l’information en premier le 20 septembre par le biais de l’ambassadeur de la Grande-Bretagne, qui lui, la transmettra au premier ministre Gaston Eyskens. Le Conseil des ministres se tint dans la soirée du 20 septembre jusqu’au matin. Pendant ce temps, un comité d’experts de la Banque nationale avait avancé qu’une dévaluation du franc belge de 15 % aurait pour conséquence une augmentation du coût de la vie et de production de 2,6 %. Selon eux « une dévaluation de 10% aurait l’effet inverse, tandis que le maintien du franc provoquerait une baisse significative du coût de la vie et de la production, mais verrait chuter considérablement les exportations, dont l’importance est considérable pour l’économie belge. ». Un taux de dévaluation intermédiaire semblait donc préférable. Le Conseil des ministres du 22 septembre décida de la dévaluation de 12,34 % du franc belge, ce qui coïncide à une réévaluation par rapport aux autres monnaies européennes. Ce taux permet aussi de garder un équilibre interne entre les salaires et les prix, mais en outre de préserver l’équilibre externe entre la Belgique et la concurrence étrangère. Le danger de la hausse des prix fut limité du fait de la structure géographique des importations belges. Le taux choisi en 3 jours fut plus rapide que lors de la dévaluation de 1935.

## Question royale
Les principaux partis politiques belges avaient, globalement, des avis assez tranchés à propos de l’éventuel retour du roi Léopold III. Le Parti socialiste ne cachait pas son mépris pour Léopold III et pour son épouse Lilian Baels. Le Parti libéral, pour sa part, était plus mitigé bien qu’un avis négatif au retour du roi se dégageait. Le Parti social-chrétien, finalement, était favorable à un retour immédiat du roi.
Il fut donc décidé de procéder à une consultation populaire, le référendum étant inconstitutionnel en Belgique. Trois questions se dégagèrent de cette décision. Il fallut d’abord déterminer si l’avis qui émanerait du peuple lierait le Parlement. La définition même de la « consultation populaire » donnant le dernier mot au Parlement, ce problème fut rapidement écarté. Les autres questions concernaient la manière dont serait organisé le vote et, enfin, quel devrait être le pourcentage de vote favorable au retour du roi pour que celui-ci soit envisagé. Ces deux dernières questions furent discutées lors de la réunion conjointe des ministres de la Justice et des Affaires étrangères qui eut lieu au mois de septembre 1949, durant laquelle le gouvernement adhéra à la proposition de loi du sénateur Paul Struye du 26 juillet 1949 tendant à organiser une consultation populaire. Il fut alors décidé que le vote serait organisé par arrondissement. La question du quorum nécessaire pour envisager un retour du roi ne fut, quant à elle, pas tranchée. Les ministres libéraux demandèrent par la suite au roi, par l’intermédiaire du premier ministre Gaston Eyskens, que le roi ne retrouve l’exercice de ses fonctions qu’à condition qu’il n’obtienne 55 % de voix favorables. Ce quorum fut annoncé lors du communiqué du 18 octobre 1949 en même temps que la préférence du gouvernement pour un vote par arrondissement. Le communiqué rappela également que le vote serait consultatif et non liant. La proposition de Paul Struye fut approuvée par le Sénat le 27 octobre 1949 avec 109 voix contre 65.
La consultation populaire au sujet de la question royale eut lieu le 12 mars 1950. 57,67 % des voix étaient pour le retour du roi mais ce chiffre cachait grande séparation linguistique entre la Flandre d’une part dont 73 % de la population étaient favorables au retour du roi et Bruxelles et la Wallonie qui n’avaient que, respectivement, 48,2 et 41,8 % de voix expriment le désir d’un retour du monarque.

## Démission du gouvernement
Loin d’apporter le calme attendu, la consultation populaire provoqua une « crise suite aux interprétations divergentes des résultats de la consultation populaire (du 12 mars 1950) sur le retour du roi, au sein de la majorité. Une première démission avait d’abord été acceptée, puis refusée par le prince régent afin de procéder à la dissolution du parlement, sur le conseil du formateur et contre l’avis des ministres libéraux. ». C’est ainsi que s’acheva le 6 juin 1950 le gouvernement Gaston Eyskens I, remplacé par le gouvernement Duvieusart.